# تپانچه جیبی

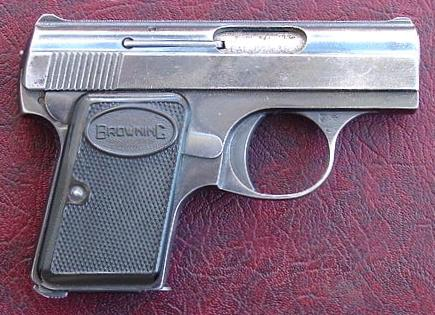
تپانچه جیبی مدل 25 ACP Baby Browning

در انگلیسی آمریکایی، یک تپانچه جیبی (به انگلیسی: Pocket pistol) به هر تپانچه نیمه‌خودکار جیبی گفته می‌شود (یا کمتر متداول‌تر به درنگرها یا هفت‌تیرهای کوچک اشاره می‌کند)، و برای حمل مخفی در جیب کت، ژاکت یا شلوار مناسب است. 